# 莫维拉尔
莫维拉尔（法語：Morvillars，法語發音：[mɔʁvilaʁ]）是法国勃艮第-弗朗什-孔泰大区贝尔福地区省的一个市镇，位于该省南部，属于贝尔福区和大贝尔福城市圈公共社区。

## 地名
该地名“Morvillars”发音为[mɔʁvilaʁ]而非[mɔʁvijaʁ]，《世界地名译名词典》将其误译作“莫维亚尔”。

## 地理
莫维拉尔（47°32'49"N, 6°56'0"E）面积5.27 平方千米，位于法国勃艮第-弗朗什-孔泰大區贝尔福地区省，该省份为法国东北部内陆省份，东临上莱茵省，北起孚日省，西接上索恩省，南与杜省和瑞士接壤。
与莫维拉尔接壤的市镇（或旧市镇、城区）包括：布罗涅、弗鲁瓦德方丹、格朗维拉尔、梅济雷。
莫维拉尔的时区为UTC+01:00、UTC+02:00（夏令时）。

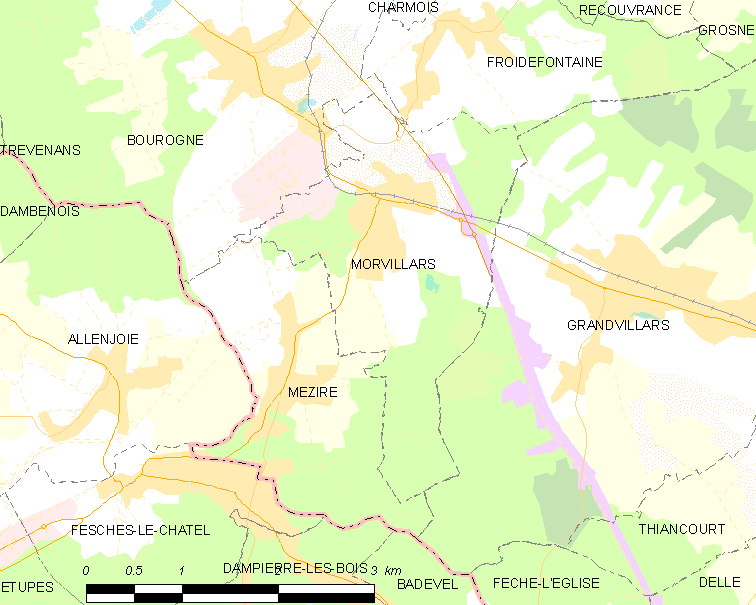
莫维拉尔的OSM定位图

## 行政
莫维拉尔的邮政编码为90120，INSEE市镇编码为90072。

## 政治
莫维拉尔所属的省级选区为格朗维拉尔县。

## 人口

1962-2008年间莫维拉尔人口变化图示

莫维拉尔于2022年1月1日时的人口数量为1098人。